# Negative White
Negative White ist ein Schweizer Online-Magazin, das sich vorwiegend mit kulturellen Themen beschäftigt. Die Website wurde 2009 von den Brüdern Nicola und Janosch Tröhler gegründet.
Das Online-Magazin fokussiert in seiner Berichterstattung vor allem auf Konzertberichte, Rezensionen von Alben und Interviews mit Künstlern, darunter international bekannte Musiker wie Paul McCartney, White Lies, Danko Jones oder Gabi Delgado.

## Geschichte
Im Herbst 2009 gründeten die Brüder Nicola und Janosch Tröhler das Online-Magazin Negative White. Der Name hat seinen Ursprung in einem bekannten Spruch der Gothic-Szene: „Weiss ist auch nur negatives Schwarz.“
Am 1. Januar 2010 startete das Online-Magazin mit einem Bericht über ein Konzert der Schweizer Rockband Spencer. Im ersten Jahr beschränkte sich die Berichterstattung vor allem auf die schweizerische Gothic-Szene. Im Mai 2011 wechselte die Redaktion vom eigenen CMS zu Wordpress und öffnete sich anderen musikalischen Stilen wie Pop. Dazu wurde das Ressort Literatur eingeführt.
2014 wurde die Website erneut einem Redesign unterzogen und ein neues Logo wurde vorgestellt. Dabei wurde das Magazin um das Ressort „Leben“ erweitert. Seit Dezember 2014 bietet Negative White unter dem Namen „Negative White International“ eine englischsprachige Seite an, die sich inhaltlich von der deutschen Version abgrenzt.
Am 24. März 2017 wurde der nicht-kommerzielle Verein Negative White gegründet, der seither das Onlinemagazin publiziert.

## Geschäftsmodell
Die Mitarbeiter von Negative White arbeiten ehrenamtlich. Um die Kosten der Infrastruktur zu decken, bietet das Online-Magazin Partnerschaften mit Veranstaltern an. 2017 lancierte Negative White ein Membership-Modell und einen Webshop mit eigenem Merchandise.

## Reichweite
Negative White publiziert keine exakten Leserzahlen. Nach eigenen Angaben hat das Medium in den ersten fünf Jahren rund 92'500 Unique Visitors erreicht.
2014 hat das Magazin monatlich rund 2900 Unique Visitors im Monat erreicht.
Gemäss der Rangliste von Kuble AG zählt Negative White zu den 20 einflussreichsten Medienmarken auf Sozialen Plattformen.

## Trivia
Nach eigenen Angaben hat Negative White zwischen 2010 und 2015 über 10'000 Fotos veröffentlicht.
Seit 2011 ist Negative White anerkanntes Jugendmedium im Verein Junge Journalisten Schweiz, ehemals Junge Medien Schweiz.